# مارا بيرغمان
مارا بيرغمان (بالإنجليزية: Mara Bergman)‏ هي كاتبة للأطفال وكاتِبة أمريكية، (و. م).